# Orthosia collinita
Orthosia collinita là một loài bướm đêm trong họ Noctuidae.